# Damalis nigella
Damalis nigella är en tvåvingeart som beskrevs av Wulp 1872. Damalis nigella ingår i släktet Damalis och familjen rovflugor. Inga underarter finns listade i Catalogue of Life.